# Shelley Berkley
Rochelle „Shelley” Berkley (ur. jako Rochelle Levine 20 stycznia 1951) – amerykańska polityk, członkini Partii Demokratycznej. W latach 1999–2013 była przedstawicielem stanu Nevada w Izbie Reprezentantów Stanów Zjednoczonych z pierwszego okręgu wyborczego.